# 五禽戏
五禽戏是流傳已久的中国導引術（传统健身方法）。
五禽戏原名為五禽之戲（見後漢書與三國志文獻），但後世多已簡稱五禽戲，也有別名五禽操、五禽气功、百步汗戏等流傳。
關於五禽戲的源流，坊間流傳的說法，是模仿五種动物的动作而组成。但由利蒼夫人辛追的馬王堆漢墓三號坑文物導引圖考據之後，可以歸納解釋出五禽戲來自先秦所流傳的各類導引術，後經中醫學經絡理論的系統化整合編排而成。其中五種动物的功架名稱，乃是為了方便歸納各類導引動作的陰陽五行，以及便於教學口傳而編寫，非由學習模仿动物的動作而來。

## 發展現況
五禽戏是中国民间广为流传的、也是流传时间最长（至今大約有1800年）的健身方法之一。1982年6月28日，中华人民共和国卫生部、教育部和当时的国家体委发出通知，把五禽戏等中国传统健身法作为在医学类大学中推广的“保健体育课”的内容之一。2003年国家体育总局把重新编排后的五禽戏等健身法作为“健身气功”的内容向全国推广。
1945年中華民國接管台灣後，五禽戲在台灣的推廣，則以師徒相傳的方式流傳，由張鏡影傳至郭廷獻之後，在台灣開枝散葉，形成一個獨立的傳承體系。

## 導引與應用
「導引」是一項以肢體運動為主，配合呼吸吐納的養生方式，源於上古的舞蹈動作。春秋戰國時期，導引術獲得長足的發展，出現「熊經」、「鳥伸」等術勢。馬王堆三號漢墓出土《導引圖》的40多種姿勢，便是先秦導引術的總結。
五禽戏實為優良導引術的其中一种。現今其他流傳較廣的導引術例如有易筋經、八段錦等。传统中医学认为導引術有助于调理經絡运行，在醫學上來說為中國古代預防醫學與復健醫學的總結運動法。
在中國的道教則將導引術引用為日常鍛鍊的一部分，而中國古代的武術家並將導引術視為一種內功的修煉方法。

## 歷史依據

### 史書記載

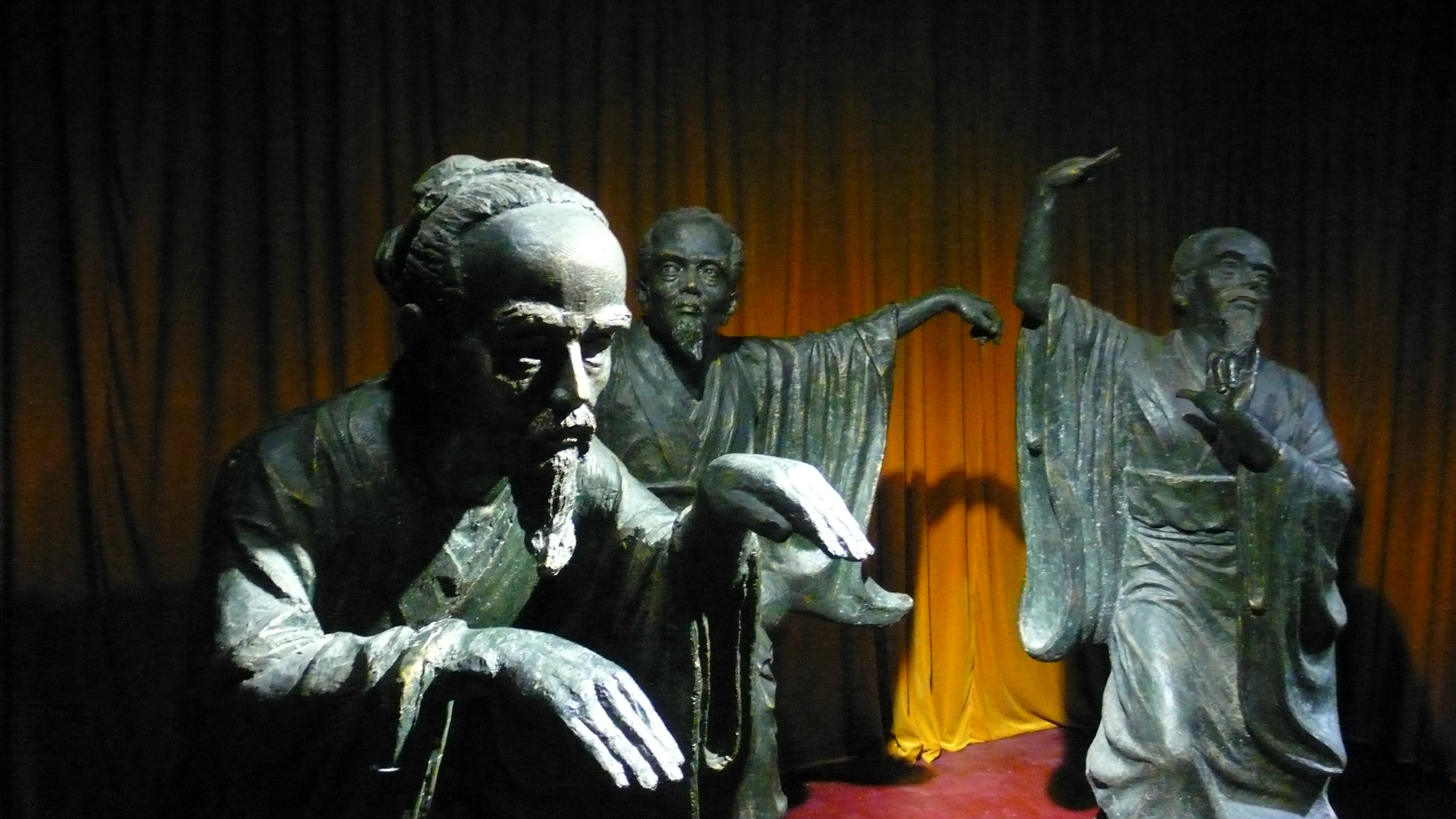
亳州华佗纪念馆（华祖庵）中的华佗五禽戏铜像。

最早记载“五禽戏”的正史是後漢書、以及三國志。其後南北朝陶弘景的《养性延命录》也有提到五禽戲。
後漢書之卷八十二下冊——方術列傳、以及三國志魏書二十九--方技傳，均載明此五禽之戲的源流。
華佗、字元化，沛國譙人也，遊學徐土，兼通數經。曉養性之術，年且百歲而猶有壯容，時人以為仙。沛相陳珪舉孝廉，太尉黃琬闢，皆不就。
廣陵吳普、彭城樊阿皆從佗學。普依準佗療，多所全濟。
佗語普曰：「人體欲得勞動，但不當使極耳，動搖則榖氣得消，血脈流通，病不能生，譬猶戶樞，終不朽也，是以古之仙人為導引之事，熊經鴟顧，引挽腰體，動諸關節，以求難老。吾有一術，為五禽之戲，一曰虎，二曰鹿，三曰熊，四曰猿，五曰鳥，亦以除疾，兼利蹄足，以當導引，體有不快，起作一禽之戲，怡然汗出，因以著粉，身體輕便而欲食。」普施行之，年九十餘，耳目聰明，齒牙完堅。　　
註一：熊經，若熊之攀枝自懸也。鴟顧，身不動而回顧也。莊子曰：「吐故納新，熊經鳥伸，此導引之士，養形之人也。」
註二：佗別傳曰：「吳普從佗學，微得其方。魏明帝呼之，使為禽戲，普以年老，手足不能相及，粗以其法語諸醫。普今年將九十，耳不聾，目不冥，牙齒完堅，飲食無損。」

註三：華佗所言：「人體欲得勞動...是以古之仙人為導引之事，熊經顧，引挽腰體，動諸關節，以求難老。」足證五禽之戲來自古傳之導引術；華佗又言：「吾有一術，為五禽之戲」，此話雖不足以證明五禽之戲為華佗一人獨創之發明，但足可證明五禽之戲是華佗所傳下的却病益壽功法。

### 考古印證
考據自西漢馬王堆利蒼夫人墓的三號坑出土文物“導引圖”的內容，與五禽戲的動作相互印證，得出結論五禽戲並非依據動物型態憑空發明而成，而是收集中國古代先秦各家之導引術，並以中醫學經絡學原理，將零散的導引動作，精心設計並貫串，成為一套整體導引功法。

## 五禽戲的動作名稱由來
五禽戏由五种類似動物的动作组成，分别為虎、鹿、熊、猿、鶴。

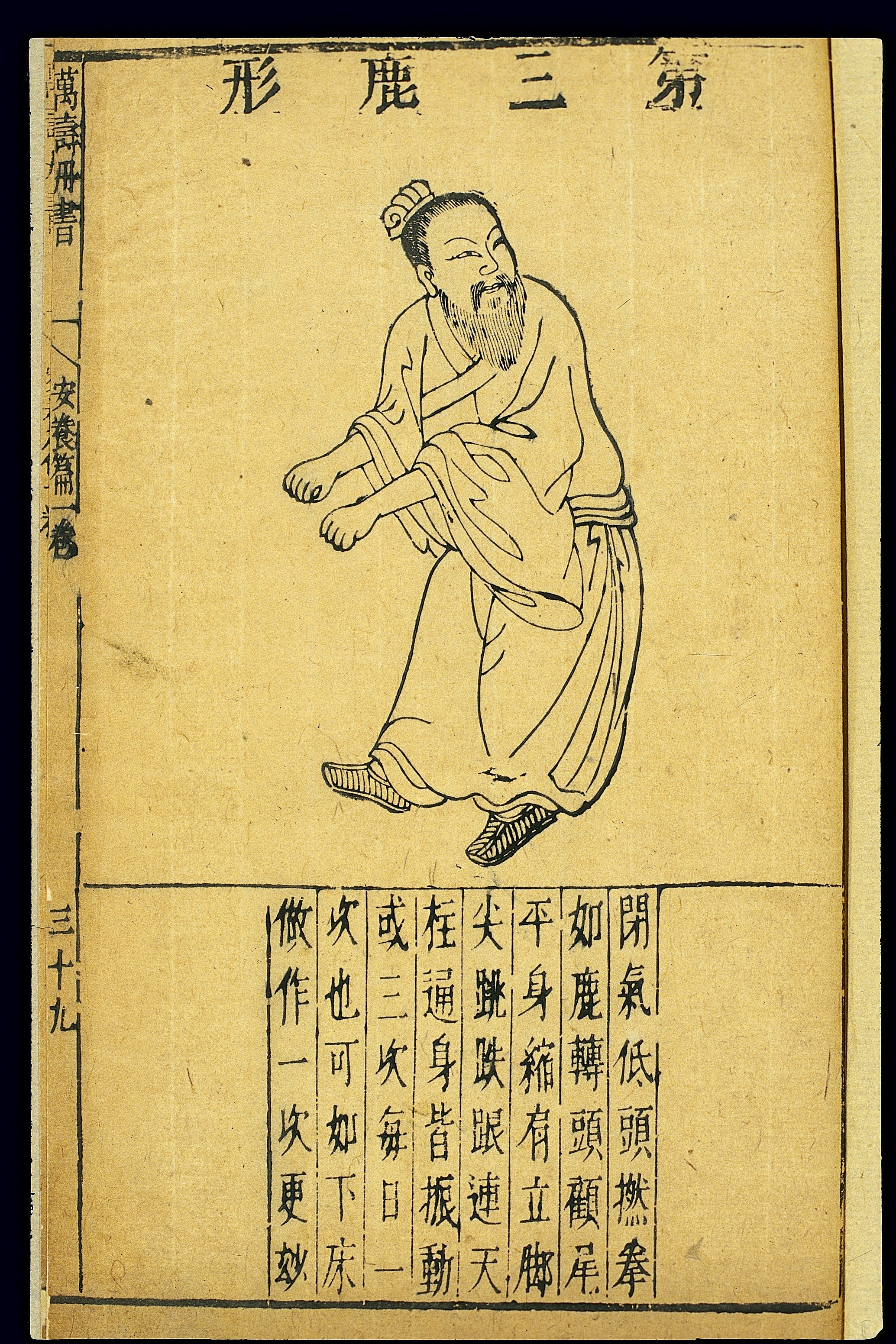
明龚居中《万寿丹书》中的五禽戏

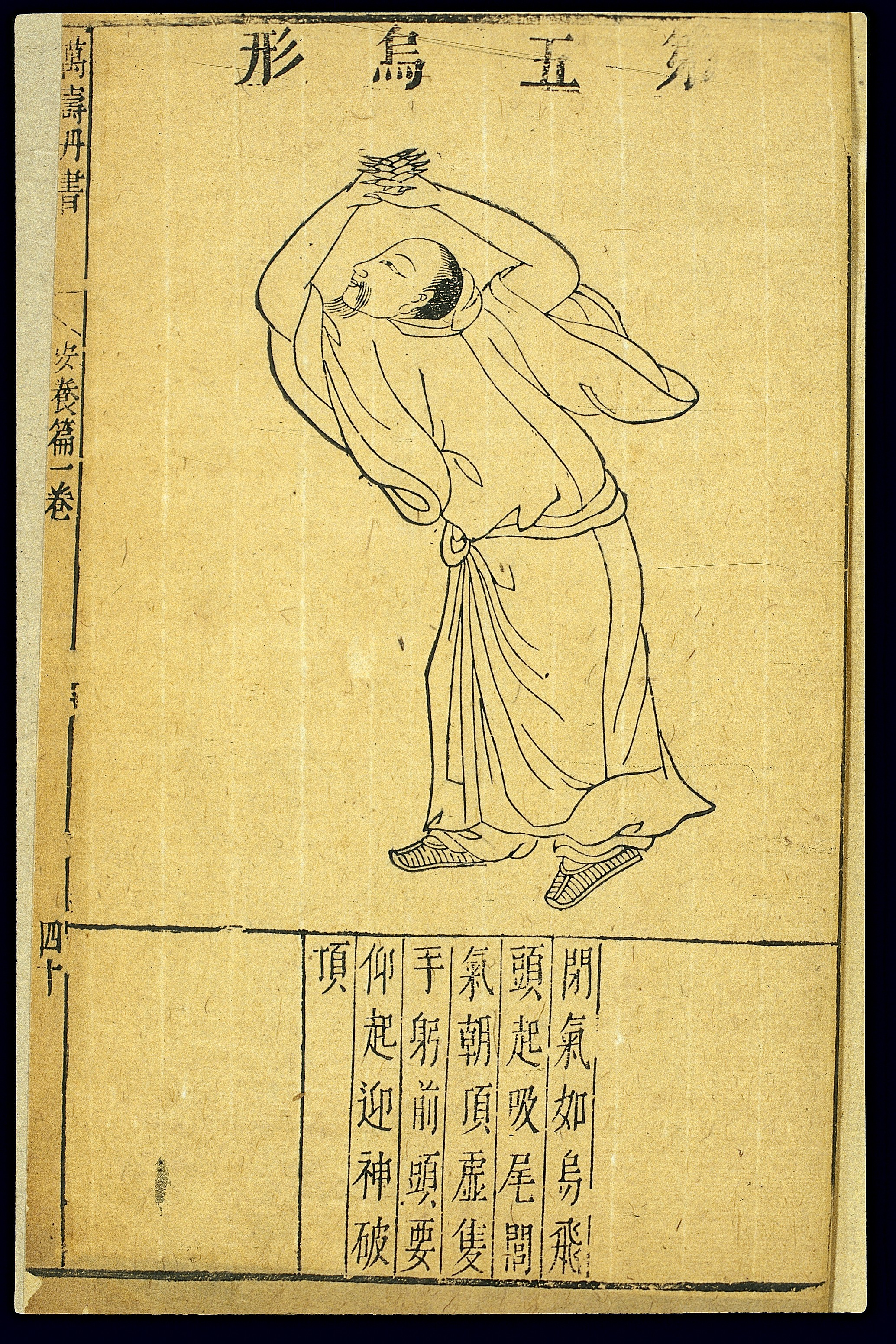
明龚居中《万寿丹书》中的五禽戏

早期的一種說法是，每种动作都是模仿相应的动物动作。每种动作都是左右对称地各做一次，并配合气息调理。
最新的說法是，五禽戲本來就是一連串的類似體操的動作，開始並無名稱，只以五種動物的型態加以分門別類，而分別對於人體的五臟五行產生養生的好處。這樣的說法便是由於西漢馬王堆利蒼夫人辛追墓的三號坑出土文物「導引圖」的內容，因而得到考據上的支持。
為了教學上的方便，郭廷獻先生便以各種動作，以類似某些動物的型態，細部的編上名稱。

## 五禽戲的版本
現流傳於世的五禽戲有多種版本。
中华人民共和国國家體育總局於2002年新編一套健身氣功五禽戲，是綜合民間不同版本五禽戲的歸結；各戲各以兩種運動姿態表現（虎戲：虎撲、虎舉；鹿戲：鹿抵、鹿奔；熊戲；熊晃、熊運；猿戲：猿提、猿摘；鳥戲：鳥伸、鳥飛）。
另一較廣為流傳版本為巴蜀王禮庭的《五禽圖》，其以強調吐納呼吸運動為主並配合拍氣法；如，猿工（功）計十五口氣，鹿工（功）計十九口氣、虎工（功）計二十口氣、熊工（功）計十九口氣、鶴工（功）計二十五口氣。
台灣所流傳的五禽戲，依照後漢書所載，還原其名稱為「五禽之戲」主要由張鏡影（1900－1979）先生傳授，郭廷獻（1925－2003?）先生推廣。
據說，張鏡影先生之五禽之戲於中國抗日戰爭時習自四川青城山的道士；功架以套路形式迥異於傳統上的各種版本。在台灣，以張鏡影先生所傳五禽之戲為主，鮮見其他形式版本之五禽戲。張鏡影曾在台北的古亭國小教授功法，從習者眾；從習者當中余鐘驥、王華中、胡國藩、鄧復甫、郭廷獻計五人正式拜入門下。郭廷獻先生後創「華佗門宏道院」開始廣收門生並推廣，自此本套五禽之戲在台灣枝開葉散，並見諸於世；目前「華佗門」由郭廷獻先生的徒弟羅清香女士擔任總主持。
張鏡影先生所傳的五禽之戲版本共計八節；分別是，丹鳳朝陽、金雞孵蛋、丹鳳朝陽、大鵬展翅、丹鳳朝陽、孔雀開屏、喜鵲登枝、丹鳳朝陽，原並無功架名稱，而是在各戲中以不同組連續的核心動作組成。
郭廷獻為了推廣之需，將原功架改編訂成為四字名稱，全套版本計八節，分別是，預備功、丹鳳朝陽，金雞孵蛋、大鵬展翅、孔雀開屏、喜鵲登枝、丹鳳朝陽，收功。郭廷獻新編之五禽之戲與功架名稱，共計84式。